# Genkyō
Genkyō (japanska: 元亨?, Genkyō, även genkō), 1321–1324, är en period i den japanska tideräkningen. Kejsare var Go-Daigo och shogun Morikuni Shinnō.
Namnet på perioden är hämtat från ett citat ur I Ching.